# 日本蝴蝶魚
日本蝴蝶魚，又稱暗帶蝴蝶魚俗名暗帶蝶，為輻鰭魚綱鱸形目蝴蝶魚科的其中一種。

## 分布
本魚分布於西太平洋區，包括日本、韓國、北韓、台灣、菲律賓等海域。

## 深度
水深1至30公尺。

## 特徵
本魚體呈方圓形，吻短，體色為褐色，背鰭後緣及臀鰭連成一寬大黑帶，背鰭軟條及臀鰭軟條邊緣為白色，尾鰭前部為黃色，後部為白色。鰭硬棘12至13枚、軟條18至20枚；臀鰭硬棘3枚、軟條15至16枚。體長可達17公分。

## 生態
本魚棲息在岩礁區，水溫約在23℃的水域，肉食性，以珊瑚礁的附著生物為食。

## 經濟利用
為觀賞性魚類，不供食用。